# Castillo concéntrico

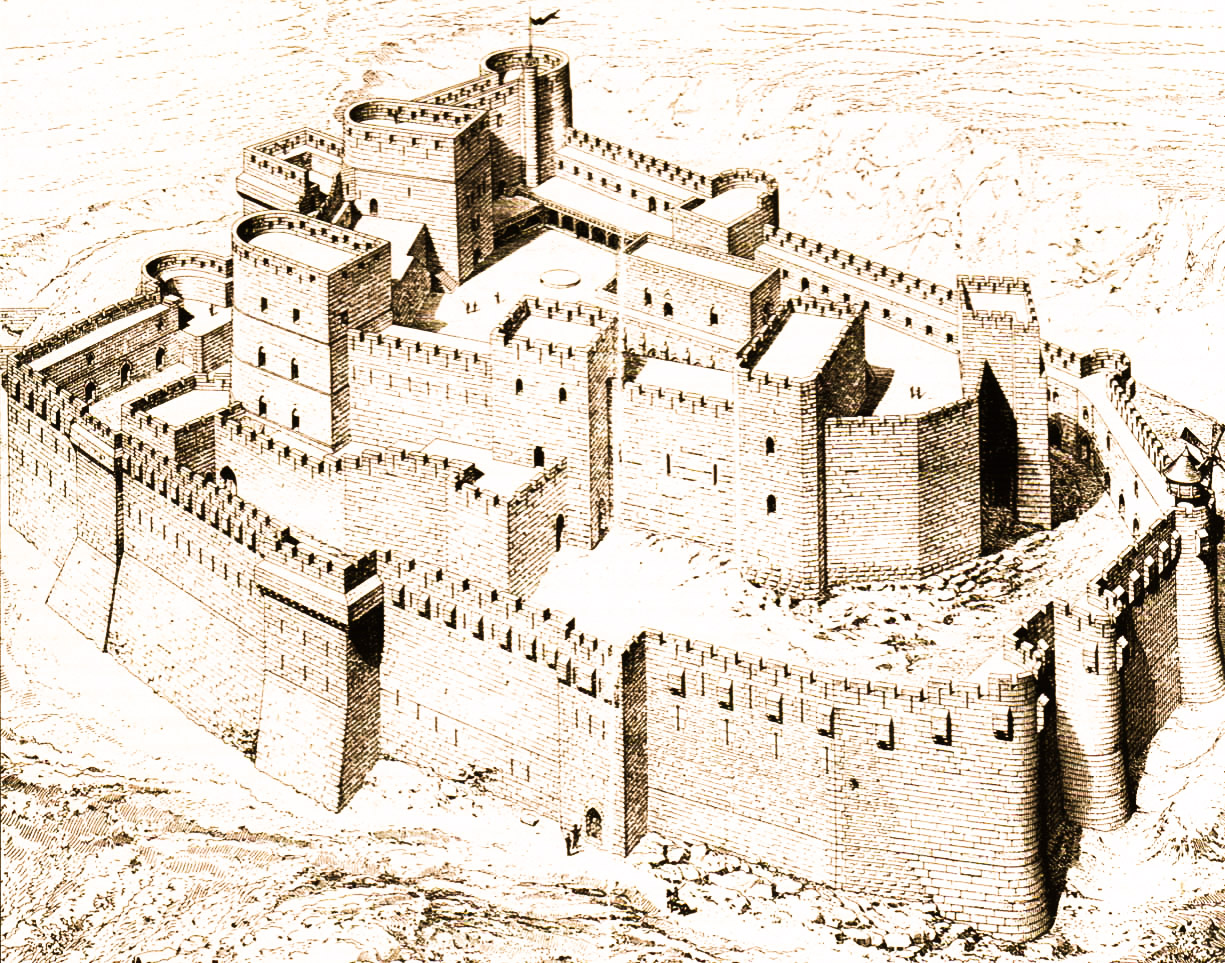
Dibujo de castillo concéntrico francés Crac de los Caballeros

Se llama castillo concéntrico a aquel que dispone dos o más lienzos de murallas a modo de polígonos o círculos protegidos entre sí, unos dentro de otros.
En muchos casos existían dos líneas amuralladas. La muralla exterior estaba situada cerca de la interior y era más baja que esta, de manera que los defensores podían atacar con sus arqueros a los atacantes desde la muralla exterior, sin que los atacantes pudieran atacarles directamente debido a la interposición de la muralla exterior. A su vez, resultaba extremadamente difícil tomar la muralla exterior mientras no se anulara el ataque proveniente de la interior. Algunos historiadores han señalado que este tipo edificatorio pudo generalizarse como una solución a la necesidad de la Orden del Temple de contrarrestar la maquinaria bélica musulmana. En algunos países europeos, como España, los castillos concéntricos de planta cuadrangular y torres esquineras estuvieron muy extendidos durante la Edad Media. También destacaron los castillos concéntricos eduardianos en las islas británicas.
Cabe decir que el tema del castillo concéntrico fue un lugar común de las místicas islámica y cristiana. En el caso cristiano destaca el uso metafórico que les dio santa Teresa de Jesús. En ambos casos los castillos concéntricos simbolizan el acceso del místico a su propia alma.